# Hymettus (geslacht)
Hymettus is een geslacht van halfvleugeligen uit de familie Aphrophoridae. De wetenschappelijke naam van dit geslacht is voor het eerst geldig gepubliceerd in 1866 door Stål.

## Soorten
Het geslacht Hymettus  is monotypisch en omvat slechts de volgende soort:
- Hymettus reticulatus (Walker, 1851)